# Lijst van burgemeesters van Spaarndam
Dit is een lijst van burgemeesters van de voormalige Nederlandse gemeente Spaarndam tot die in 1927 opging in de gemeente Haarlem.
| Ambtsperiode | Naam burgemeester                    | Partij of stroming | Bijzonderheden                                                |
| ------------ | ------------------------------------ | ------------------ | ------------------------------------------------------------- |
| 18?? - 1844? | J. Hamers                            |                    |                                                               |
| 1844 - 1847  | J. Klots                             |                    |                                                               |
| 1847 - 1868  | Gerrit (G.) van Egmond               |                    | tevens burgemeester van Schoten (1853-1868)                   |
| 1868 - 1884  | M.J. van Olst                        |                    | tevens burgemeester van Schoten                               |
| 1884 - 1912  | W.D. Haitsma Mulier                  |                    |                                                               |
| 1912 - 1917  | Schotto (S.G.L.F.) baron van Fridagh |                    |                                                               |
| 1917 - 1922  | J.A. Bakhuizen                       | ARP                | later burgemeester van Leimuiden, Rijnsaterwoude en Nieuwveen |
| 1924 - 1927  | S.C. de Haas van Dorsser             |                    | waarnemend                                                    |